# Albrecht Friedrich Stettler
Albrecht Friedrich Stettler, Eigenbezeichnung Friedrich Stettler (getauft am 28. April 1796 in Bern; † 15. Februar 1849 ebenda) war ein Schweizer Rechtswissenschaftler, Hochschullehrer und Politiker.

## Leben
Albrecht Friedrich Stettler war Sohn eines gleichnamigen Vaters, der Professor der Geschichte am Politischen Institut in Bern war und stammte aus der Berner Patrizierfamilie Stettler. Bis etwa 1812 besuchte er die Berner Schule. Dann trat er in den Dienst der Staatskanzlei, hörte zugleich an der Berner Akademie die Rechte. 1817 und 1818 weitete er seine Rechtsstudien an den Universitäten von Heidelberg und Göttingen, unter anderem bei Karl Friedrich Eichhorn und Gustav Hugo aus. Nach seiner Rückkehr nach Bern wurde er Justizratschreiber.
Stettler war von 1826 bis 1846 Mitglied des Grossen Rats des Kantons Bern. Er wurde ausserdem 1831 Regierungsstatthalter in Interlaken, 1834 Lehenskommissär und 1836 Oberlehenskommissär, was ihm den Zugang zu den Archiven und somit die Grundlage seiner historischen Forschung verschaffte. Daneben war er von 1836 bis 1838 Tagsatzungsgesandter. Der in Vereinen und in der Tagespresse politisch aktive Stettler wurde 1840 zum Landammann gewählt, nahm aber die Wahl nicht an.
Stettler kam 1834, als die Universität Bern gegründet wurde, als Privatdozent in den Hochschuldienst und wurde 1844 zum ausserordentlichen Professor für Staats- und Finanzrecht befördert. Ebenso 1844 wurde er zum Rektor der Universität gewählt. Stettler galt als einer der liberalsten Berner Patrizier. Als Gegner des Sonderbundskriegs stellte er zu Kriegsbeginn als Protest seinen Vorlesungsbetrieb ein und wurde 1847/1848 von der radikalen Regierung aus allen Ämtern entlassen. Er wurde in dieser Zeit schwer krank und verstarb 1849.

## Werke (Auswahl)
- Geschichte des zum Kanton Bern gehörigen Theils des Bisthums Basel. Bern 1840.
- Geschichtliche Entwicklung der Gemeinde- und Bürgerrechtsverhältnisse im Kanton Bern. Bern 1840.
- Versuch einer Geschichte des deutschen Ritterordens im Kanton Bern. Fischer, Bern 1842.
- Das Bundesstaatsrecht der schweizerschen Eidgenossenschaft vor dem Jahr 1798. Huber, Bern/St. Gallen 1844.
- Staats- und Rechtsgeschichte des Kantons Bern. Huber, Bern/St. Gallen 1845.
- Das Bundesstaatsrecht der Schweizerischen Eidgenossenschaft gemäß den Entwicklungen seit dem Jahr 1798 bis zur Gegenwart. Huber, Bern/St. Gallen 1847.